# 遠い星からきたノーム
『遠い星からきたノーム』(とおいほしからきたノーム、米：The Bromeliad Trilogy、英：The Nome Trilogy)は、テリー・プラチェットが著した小説のシリーズ。『トラッカーズ』（TRUCKERS, 1990）、『ディガーズ』（DIGGERS, 1991）、『ウィングス』（WINGS, 1991）の全3作品からなる。
『ディスクワールド』シリーズを代表作とするプラチェットが初めて書いた児童書で、人間が気付かないところで生活しているノーム（小人）が、自分たちの場所を見つけ、やがて故郷に帰る物語。
日本では1994年に、NHK FMの『青春アドベンチャー』枠でラジオドラマ化された。

## 主な登場人物
- マスクリン - ノーム達のリーダー的存在。外者ノーム。
- グリマ - マスクリンの良きパートナー。外者ノーム。
- シング - マスクリン達が「魔除け」として先祖代々伝えられてきた物。ストアで電気のそばに来た時、突然しゃべりだした。マスクリン達に助言を与え、導くのが役割。もとはノーム達が乗って来た宇宙船「スワン号」のコンピュータ。ノームや人間の言葉を翻訳することができる。
- ガーダー - 若きアボット（大修道院長）。ストアノーム。
- アンガロ - カフス大公の息子。外の世界に興味を持っている。ストアノーム。
- ドルカス - デリカテッセン国の電気技師。色々な発明をしている。ストアノーム。
- モーキーばあさん - 年寄りとは思えないほどきびきびした動きをする。外者ノーム。
- トリットじいさん - 一族の長。ただし、モーキーばあさんの顔色を窺ってからでないと何も決められない。外者ノーム。
- アーノルド・ブロス（1905年創業） - ストアの創造主。というよりもストアそのものの名前。実際の創業者の孫がリチャード・アーノルド。
- リチャード・アーノルド - ストアの創業者の孫。ノーム達には「チャクソン・リチャード(39)」と呼ばれる。（「チャクソン」は「嫡孫」の間違い）フロリダでマスクリン達に遭遇する。
- ジェクブ - 傷ついて、今は休んでいる竜。ドルカスの話し相手。本当は古くなったショベルカー。
- シュラブ - フロリダでマスクリン達が出会ったノーム達の女リーダー。フロリダノーム。
- パイオン - シュラブの息子。色々な体験をするため、マスクリン達と行動を共にすることになる。

## ストーリー

### トラッカーズ
マスクリン達は土地開発で住処を失い、「ここより住みやすい所」へ行くことにした。トラックに乗りこみ、着いた先はアーノルド・ブロス（1905年創業）のストアだった。ストアに着くと、ずっと「魔除け」として一族の長に受け継がれてきた「シング」が話し始めた。このストアは、2週間後に取り壊されてしまうと。
マスクリンは、みんなをストアから脱出させることにした。しかし、物事は簡単にいかない。マスクリンはみんなを半ば強引に、半ばだますようにしてトラックを盗み、ストアから逃げ出す。が、ガレージを出るとき火事を起こしてしまい、人間に追いかけられる。
全然うまくない運転技術を駆使して、なんとか石切り場に着き、そこを新しい住処にすることにした。さらにマスクリンはシングからこんなことを聞く。ノームは昔、遠い遠い宇宙の星から地球を偵察に来て、帰れなくなってしまったのだと。

### ディガーズ
平和な時は長くは続かない。石切り場を再開しようとやって来た人間達に、ノームはまた自分達の居場所をとられそうになる。
悩みの多いドルカスは時々、「ジェクブ」の所へ行き、話しかけていた。そしてある日、「ジェクブ」を修理しようと思い立つ。そんななか、空から降ってきたアーノルド・ブロス（1905年創業）の「メッセージ」に書かれていた「チャクソン・リチャード（39）がロケットの打ち上げを見にフロリダに行く」という情報をもとにマスクリン、アンガロ、ガーダーはフロリダへと旅立つことになる。シングが、「ロケットに信号をのせれば、自分達の乗って来た宇宙船を呼ぶことができるかもしれない」と言ったからだ。
そして、ガーダーの居ないのをいいことに、ガーダーの秘書のニソデムスが自分の思う通りに石切り場を支配しようとする。が、やがて人間が本気で石切り場を取ろうとしはじめ、グリマは石切り場を守るため、人間に戦いを挑む決心をする。ドルカスが修理し、偉大なる「ジェクブ」がうなりをあげる。そして一日戦い、又は逃げまどって、窮地に立たされた時、何かが「ジェクブ」の上空に来たのだった。

### ウィングス
空港で「チャクソン・リチャード（39）」と同じ飛行機に乗り込み、ピンクの味のするナゾの食べ物を食べたりしながら、フロリダへ到着したマスクリン達。が、「チャクソン・リチャード（39）」に見つかってしまい、危険な夜の外へ飛び出すことに。
辿り着いた場所で、同じノーム達を発見するマスクリン達。そのノーム達に、ロケットの打ち上げ場所に連れて行ってもらうことになった。本来ならば、そこからロケットにシングが信号をのせるはずだったのだが、あまりにも急激にパワーを使いすぎ、シングが動かなくなってしまった。成功したのかしていないのか、マスクリン達には分からないまま。
そんなシングを見るのに耐えられず、一人人間のいるところへ。人間のいる場所ならば、必ず電気があるはず。そう思ったのだ。残されたアンガロ達は、どうすることもできず、ただ待っていた。と、いきなり大きな雹のようなものが落ちてきて、潰されかけるアンガロ達。それは雹などではなく、シングに呼ばれた宇宙船「スワン号」だった。
一方、シングのために人間に捕まってしまったマスクリンは、目を覚ましたシングの手助けもあって、なんとか人間達のもとから逃げる。そして、何かが起きていることに気付く。そこで「チャクソン・リチャード（39）」を発見したマスクリンは、彼に乗って何かのあったところ・・・宇宙船が下りてきたところへ行く。が、そこで「チャクソン・リチャード（39）」に見られてしまう。
シングを通じて話すうち、マスクリンは「人間は僕達の存在を否定してるように見えるけど、本当は僕等がいるって信じたいんだ」と言うことに気付く。が、帰ってみると石切り場は爆発がおき、ノーム達の姿は何処にも無かった。やがて発見したのは、人間に追いかけられるノーム達。人間を追い散らして、ノームを乗せ、アンガロの操縦する宇宙船は、どんどん上へ登っていく。自分達の故郷へ。

## 書誌情報
- テリー・プラチェット著、鴻巣友季子訳、木村直代画『トラッカーズ 遠い星からきたノーム』講談社、1992年9月
- テリー・プラチェット著、鴻巣友季子訳、木村直代画『ディガーズ 遠い星からきたノーム』講談社、1992年11月
- テリー・プラチェット著、鴻巣友季子訳、木村直代画『ウィングス 遠い星からきたノーム』講談社、1992年12月